# Hvergelmir
Hvergelmir  (jelentése: „fortyogó üst”) egyike a három forrásnak az Yggdrasil gyökereinél a skandináv mitológiában. A másik két forrás az Urdarbrunn és a Mimir kútja. Az Eikthyrnir (Háncshántó) nevű szarvas agancsából csorog a víz és képezi a Hvergelmirt. Minden más folyó abból a tizenkét folyóból ered, amelyek a Hvergelmirből ágaznak ki. Itt lakozik Nidhogg sárkány, amelyik az Yggdrasil gyökereit rágja. Egyes tolmácsolások szerint a Hvergelmir azonos kell legyen az Urdarbrunnal.
Az Eddában így említik:
Háncshántó, a szarvas,

a Had Atyjának kapujánál

legeli Lérad lombját,

agancsáról hulldogál

Hvergelmir forrásvize,

megannyi folyam fut onnét.
majd két szakaszban csak a folyókat sorolják:
| Zajló és Zubogó, Zúgó és Habzó, Hűs és Háborgó, Halk és Csobogó, Csorgó és Csillogó, Surranó és Sodró, Pezsgő és Porzó, kerítik a Teremtő termét, Kígyózó és Kavargó, Fénylő és Feketéllő, Bősz és Békés. | Örvénylő az egyik, ellene fut Öregvíz, Forgó a társuk, Tobzódó és Tiszta, Nyálkás és Nyákos, Kásás és Koloncos, Mocskos és Márcos, Iszamos és Iramló, Álmos és Átkos, átszelik Emberhont, Hélt elérik. |

## Fordítás
- Ez a szócikk részben vagy egészben  a   Vergelmer című svéd Wikipédia-szócikk fordításán alapul.  Az eredeti cikk szerkesztőit annak laptörténete sorolja fel. Ez a jelzés csupán a megfogalmazás eredetét és a szerzői jogokat jelzi, nem szolgál a cikkben szereplő információk forrásmegjelöléseként.
- Ez a szócikk részben vagy egészben  a   Hvergelmir című angol Wikipédia-szócikk fordításán alapul.  Az eredeti cikk szerkesztőit annak laptörténete sorolja fel. Ez a jelzés csupán a megfogalmazás eredetét és a szerzői jogokat jelzi, nem szolgál a cikkben szereplő információk forrásmegjelöléseként.